# جوان نوغويرا
جوان نوغويرا (بالإسبانية: Joan Noguera Artero) (5 ديسمبر 1991 في إسبانيا - ) هو لاعب كرة قدم إسباني في مركز الدفاع. لعب مع نادي ساباديل وCE Sabadell FC B ‏ وCF Gavà ‏ وUE Avià ‏ ونادي سان أندرو.

## وصلات خارجية
- جوان نوغويرا على موقع قاعدة بيانات كرة القدم.إي يو (الإنجليزية)
- جوان نوغويرا على موقع Soccerway.com (الإنجليزية)
- جوان نوغويرا على موقع AS.com (الإسبانية)